# Katowice Załęże
Katowice Załęże – przystanek kolejowy w Katowicach, położony na terenie Załęża, przy granicy z dzielnicą Osiedle Witosa, w pobliżu skrzyżowania ulic F. Bocheńskiego i J. Pukowca.  
Przystanek ten, znajdujący się na trasie międzynarodowej magistrali E 30, został wybudowany w 1957 roku, natomiast planowy ruch pociągów odbywa się tu od 1966 roku. Na przystanku zatrzymują się pociągi regionalne Kolei Śląskich jadące w stronę Częstochowy, Katowic, Lublińca i Gliwic. Składa się z jednego dwukrawędziowego wysokiego peronu, do którego prowadzi przejście podziemne z ulicy J. Pukowca. 

## Historia

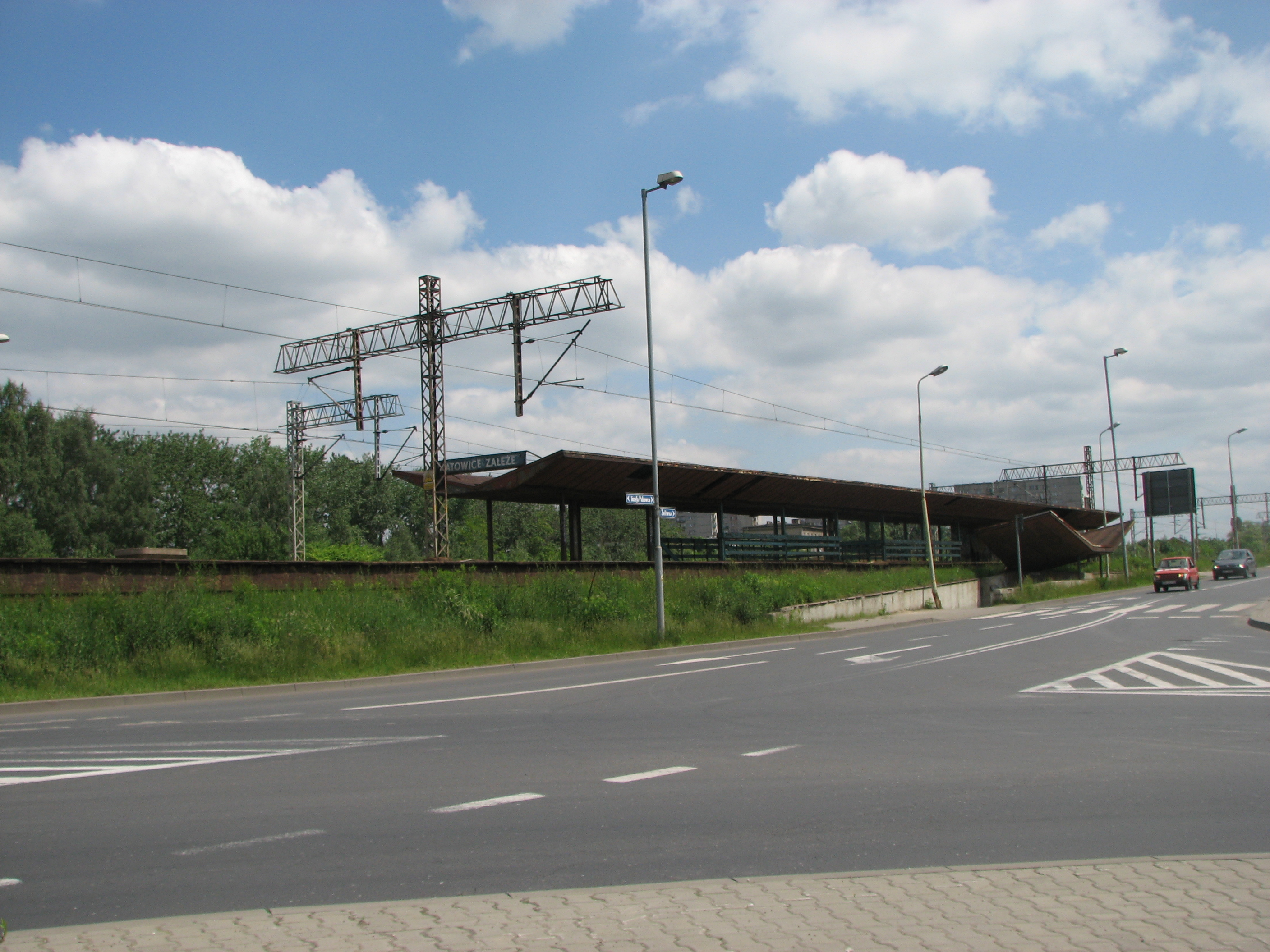
Przystanek Katowice Załęże przed modernizacją w 2008 roku

Przystanek Katowice Załęże powstał na linii kolejowej wybudowanej przez Towarzystwo Kolei Górnośląskiej, która pierwotnie łączyła Wrocław z Mysłowicami. W 1835 roku prowadzono prace geodezyjne na odcinku Siemianowice – Roździeń – Bieruń Nowy, lecz później ten przebieg został zmieniony, prawdopodobnie wskutek starań Franza Wincklera, który przeniósł do Katowic zarząd swoich dóbr. Linię Wrocław – Mysłowice oddawano etapami, z czego odcinek Świętochłowice – Katowice – Mysłowice 3 października 1846 roku.
W 1859 roku na wysokości przystanku wybudowano stację towarową Kattowitz Güterbahnhof (od 1922 roku Katowice Towarowa). Obecnie stanowi on posterunek odgałęźny, na którym krzyżują się dwie linie kolejowe: 137 i 713. Sam zaś przystanek osobowy Katowice Załęże wybudowano w 1957 roku. W pierwszych latach istnienia był on nieużytkowany przez rozkładowe pociągi. Pociągi osobowe regularnie obsługują ten posterunek dopiero od 1966 roku.

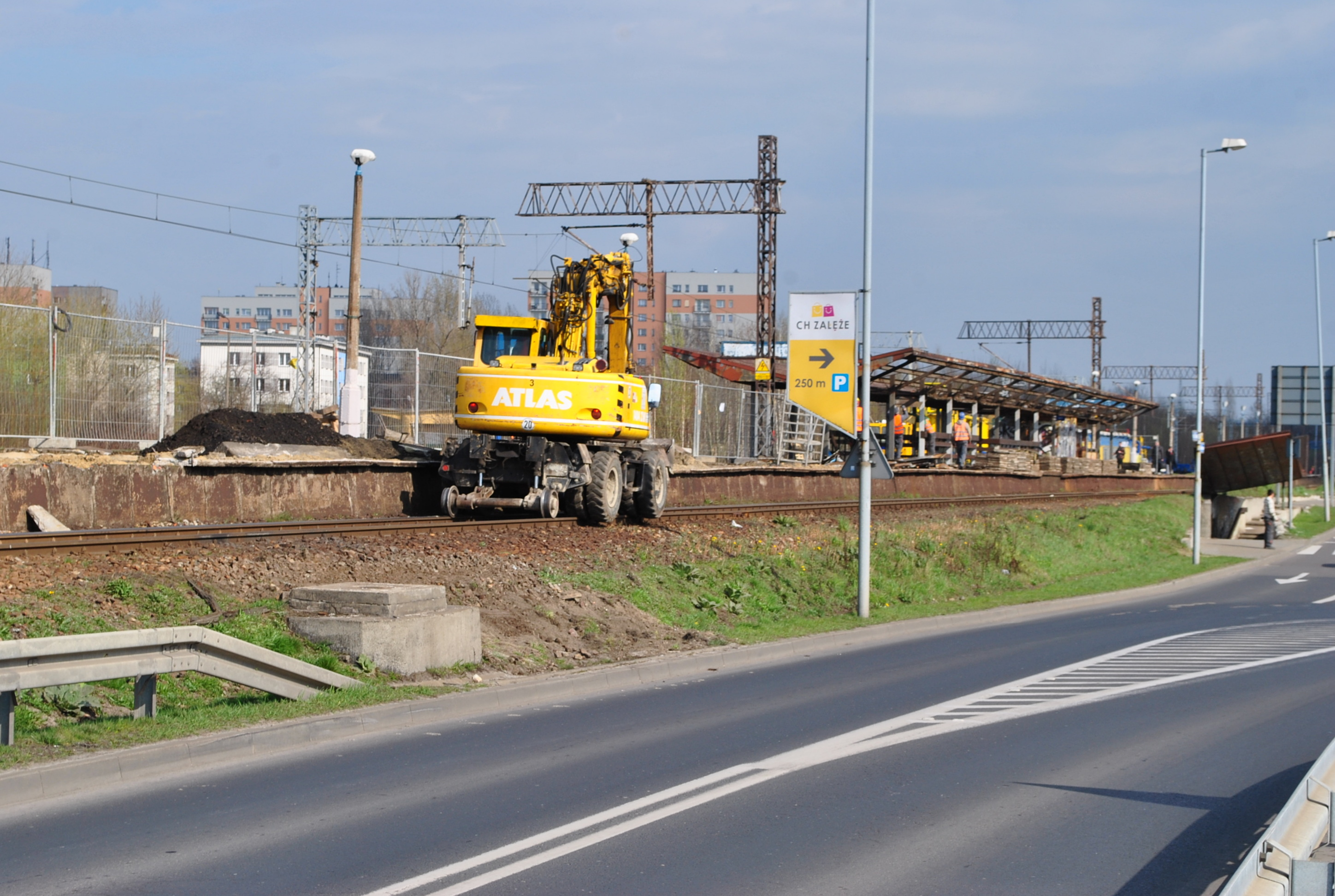
Peron przystanku w trakcie modernizacji w kwietniu 2015 roku

Stan techniczny przystanku, jak całej jej infrastruktury towarzyszącej z biegiem lat się pogarszał. Dopiero 14 listopada 2014 roku spółka PKP Polskie Linie Kolejowe ogłosiła przetarg na rewitalizację linii kolejowej nr 137 Katowice – Chorzów Batory, w ramach którego przystanek Katowice Załęże miał ulec całkowitej przebudowie. Prace te w zakresie przebudowy przystanku zakładały rozbiórkę starych elementów małej architektury (w tym otwartej poczekalni i zlikwidowanej kasy biletowej), nawierzchni peronu, balustrad, a także zadaszenia. Nowy peron miał być wybudowany wraz z przebudową instalacji podziemnych, a także miał zyskać nową nawierzchnię – ściany peronowe z betonu, z czego płyty krawędziowe mają mieć nawierzchnię ułatwiającą orientację osobom niewidomym, natomiast nawierzchnia peronu miała być z kostki betonowej, zastępując istniejącą nawierzchnię z płyt betonowych. Na peronach zaplanowano nowe balustrady ze stali nierdzewnej, a także zainstalowanie nowej instalacji oświetleniowej, urządzeń informacji podróżnych (w tym głośniki i zegary) oraz elementów małej architektury – kosze na śmieci, gabloty informacyjne, tablice z nazwą przystanku, piktogramy i tablice kierunkowe. Nowa wiata miała być stalowa, z dachem dwuspadowym.
6 marca 2015 roku rozstrzygnięto przetarg na modernizację linii kolejowej wraz z tym przystankiem, który wygrała krakowska firma ZUE. Prace budowlane na omawianym odcinku oraz przystanku rozpoczęły się 8 kwietnia tego samego roku. Do końca lipca gotowa była północna krawędź peronu oraz konstrukcja wiaty nad przejściem między ulicą a peronami. W tym czasie prace trwały na drugiej krawędzi peronu, a także w przejściu podziemnym. Na początku października 2015 roku prace przy przystanku były już na ukończeniu. Do tego czasu zmodernizowano peron, wiaty, przejście podziemne, a także zainstalowano nowe elementy małej architektury. Do wykonania pozostały wówczas prace wykończeniowe (w tym przełączenie oświetlenia). Prace przy modernizacji przystanku trwały do 30 listopada 2015 roku.

## Infrastruktura

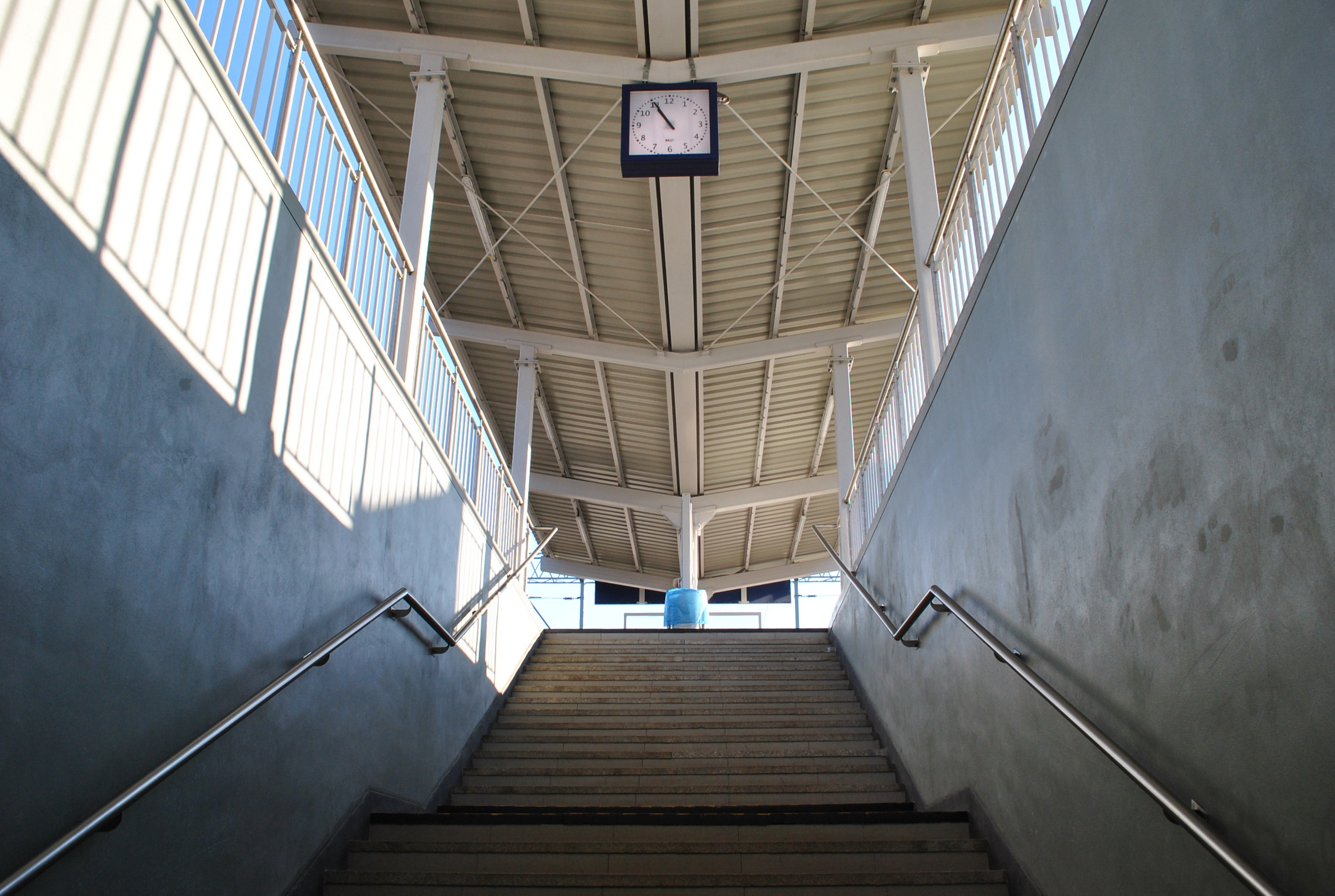
Przejście podziemne na peron

Przystanek osobowy Katowice Załęże składa się z dwukrawędziowego peronu, który jest peronem wyspowym wysokim o wysokości wynoszącej 0,76 m, długości 303 m i powierzchni około 2 765 m². Ma on nawierzchnię utwardzoną, z kostki brukowej. Jest on częściowo zadaszony i posiada ławki. Prowadzą do niego dwa przejścia dla pieszych i żelbetowe przejście podziemne pod torami z ulicy J. Pukowca o wysokości 2,4 m (bezpośrednio pod torami) i długości 11,56 m (bez schodów od strony ulicy). Przynależy on do Zakładu Linii Kolejowych PKP Polskich Linii Kolejowych w Sosnowcu.
Przystanek ma charakter przelotowy. Przebiega przez niego linia kolejowa nr 137 Katowice – Legnica (fragment międzynarodowej linii kolejowej E30; 2. posterunek ruchu; 2,528 km). Na wysokości przystanku, przez stację Katowice Towarowa, przebiega również łącznica nr 713 Katowice – Chorzów Batory. 
Kilometraż początku, osi i końca przystanku na linii kolejowej nr 137 przedstawia poniższa tabela:
| Nr  | Nazwa              | Km przystanku | Km przystanku | Km przystanku |
| Nr  | Nazwa              | pocz.         | osi           | końca         |
| --- | ------------------ | ------------- | ------------- | ------------- |
| 137 | Katowice – Legnica | 2,378         | 2,528         | 2,678         |

## Połączenia

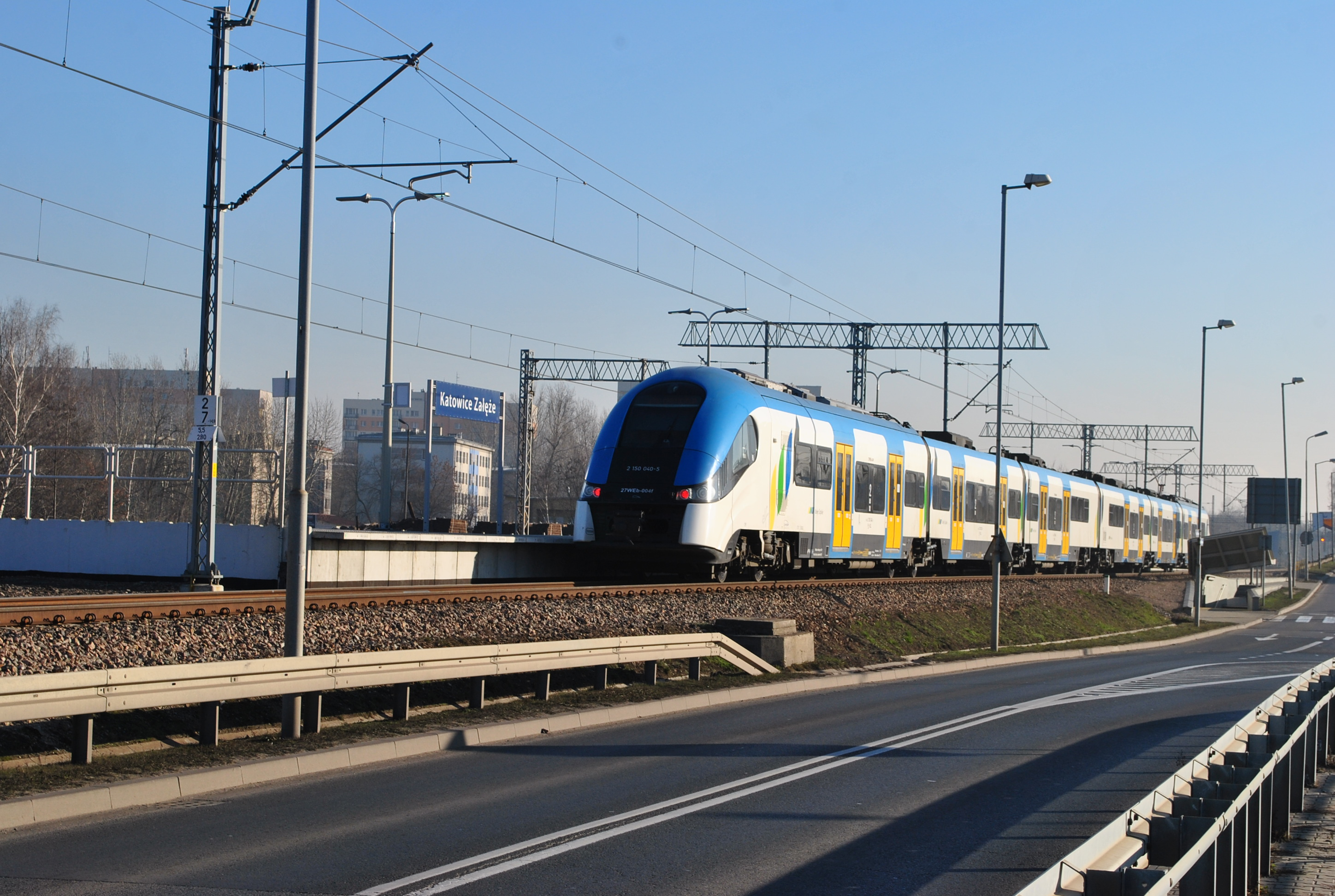
Pociąg 27WEb spółki Koleje Śląskie w kierunku Katowic

Przystanek osobowy Katowice Załęże ma charakter regionalny. W okresu 2013/2014 zatrzymywało się na nim ponad 85 połączeń regionalnych, obsługiwanych przez Koleje Śląskie. Główne kierunki pociągów w tym czasie to: Częstochowa, Gliwice (linia S1) Katowice (linie: S1 i S8) i Lubliniec (linia S8). Średni czas przejazdu w listopadzie 2014 roku wynosił: do Częstochowy 1 godzina i 48 minut, do Gliwic 30 minut, do Katowic 4 minuty, a do Lublińca 1 godzina i 52 minuty.
Przed 2011 rokiem połączenia pasażerskie były realizowane przez spółkę Przewozy Regionalne. Koleje Śląskie 1 października 2011 roku przejęły obsługę biegnącego przez ten przystanek połączenia Gliwice – Katowice – Częstochowa. Dnia 9 grudnia 2013 roku spółka przejęła połączenia w kierunku Tarnowskich Gór, pierwotnie bez postoju w Załężu. Pociągi te dopiero od połowy 2013 roku zaczęły zatrzymywać się na tym przystanku.

## Ruch pasażerski
| Rok  | Wymiana pasażerska na dobę | Źr.    |
| ---- | -------------------------- | ------ |
| 2017 | 150–199                    | [ 22 ] |
| 2022 | 300–399                    | [ 23 ] |

## Powiązania komunikacyjne
Przystanek posiada dogodne powiązania z komunikacją drogową dzięki bliskiemu sąsiedztwu ulicy F. Bocheńskiego – węzła drogowego łączącego autostradę A4, Drogową Trasę Średnicową i drogę krajową nr 79. Dodatkowo w pobliżu przystanku znajdują się miejsca parkingowe.
Około 400 metrów na południe od przystanku znajduje się przystanek autobusowy transportu miejskiego Załęże Bocheńskiego, na którym zatrzymują się autobusy linii 70, realizowane na zlecenie ZTM (według stanu z listopada 2020 roku zatrzymywały się w godzinach szczytowych 2 pary połączeń na godzinę). Około 700 m na północ położony jest przystanek tramwajowy Załęże Dwór, na którym w listopadzie 2020 roku zatrzymywały się linie tramwajowe: 7, 20 i 43.